# 福島市立飯野中学校
福島市立飯野中学校（ふくしましりつ いいのちゅうがっこう）は、福島県福島市飯野町にある公立中学校である。

## 概要
福島市南東部、飯野地区全域を通学区域とし、地区の中心市街地である飯野町に位置する。

## 沿革
- 1957年（昭和32年）4月1日 - 明治、飯野、大久保、青木の、4つの中学校が統合して伊達郡飯野町立飯野中学校となる。
- 2008年（平成20年）7月1日 - 飯野町の福島市への編入により福島市立飯野中学校に改名。
- 2016年（平成28年）6月25日  - 統合60周年記念式典を挙行。
- 2016年（平成28年）7月10日 - 音楽部が第54回福島県吹奏楽コンクール 第34回県北支部大会 中学校小編成の部において金賞受賞、県大会出場。
- 2016年（平成28年）8月6日 - 音楽部が第54回福島県吹奏楽コンクール 中学校小編成の部において銅賞受賞。
- 2017年（平成29年）7月16日 - 音楽部が第55回福島県吹奏楽コンクール 第35回県北支部大会 中学校小編成の部において金賞受賞、県大会出場（13校中1位通過）。
- 2017年（平成29年）7月29日 - 音楽部が第55回福島県吹奏楽コンクール 中学校小編成の部において銅賞受賞。
- 2017年（平成29年）11月17日 - 第39回全国小中学校PTA広報紙コンクール 文部科学大臣賞受賞。
- 2018年（平成30年）7月8日 - 音楽部が第56回福島県吹奏楽コンクール 第36回県北支部大会 中学校小編成の部において金賞受賞、県大会出場（10校中1位通過）。
- 2018年（平成30年）7月28日 - 音楽部が第56回福島県吹奏楽コンクール 中学校小編成の部において銀賞受賞。
- 2018年（平成30年）8月23日 - 特設合唱部が第72回福島地区小中音楽祭（第1部合唱）において金賞受賞、県大会出場。
- 2019年（令和元年）11月15日 - 第41回全国小中学校PTA広報紙コンクール 文部科学大臣賞受賞。
- 2021年（令和3年）11月19日 - 第43回全国小中学校PTA広報紙コンクール 文部科学大臣賞受賞。

## 教育方針
- 教育理念
  - 志を持ち、社会に貢献する人間の育成
- 教育目標
  - たしかな学力ゆたかな心たくましい体

## 学校行事
- 4月 1学期始業式・入学式・修学旅行(3年生)
- 5月 中体連激励会・生徒会総会・遠足・中体連・学習旅行(1年生・2年生)
- 6月 職場体験活動・親子奉仕活動
- 7月 職業人に聞く会・生徒会レクリエーション・1学期終業式
- 8月 2学期始業式
- 9月 中体連激励会・生徒会選挙
- 10月 松桜祭
- 11月 UFOフェスティバル
- 12月 小中スポーツ交流会・こども園交流学習・2学期終業式
- 1月 3学期始業式・授業参観・新入生体験入学
- 2月 生徒会総会
- 3月 学年対抗スポーツ大会・卒業式・2学期終業式・新入生オリエンテーション・離任式

## 部活動
- 運動系部活動
  - バスケットボール部（男女）
  - 卓球部
  - バレーボール部（女子）
  - 特設陸上部
  - 特設駅伝部
- 文化系部活動
  - 文芸部
  - 音楽部
  - 特設合唱部

※部活動には原則として全生徒が加入。（放課後の時間帯にスポーツクラブや習い事に通い、自己研鑽のために活動している生徒はこの限りでない。）
※生徒の心身の状態を確認しながら活動を行い、生徒の負担過重とならないように、水曜日と日曜日に関しては休養日としている。（ただし、指定曜日に休養日が取れない場合はその代替となる休養日を平日に必ず設ける。）

## 通学区域
- 福島市
  - 飯野町
  - 飯野町大久保
  - 飯野町青木
  - 飯野町明治[1]

## 進学前小学校
- 福島市立飯野小学校

## 校区内の主な施設
- 福島市飯野学習センター

## 交通
- JR東日本東北本線松川駅より5.3km
- 福島交通金山バス停より徒歩7分